# Ferdinand von Zeppelin
Il conte Ferdinand Adolf Heinrich August von Zeppelin (Costanza, 8 luglio 1838 – Berlino, 8 marzo 1917) è stato un generale e progettista di dirigibili tedesco.

## Biografia

### La formazione
Figlio del ministro del Württemberg Friedrich von Zeppelin e di Amélie Macaire, Ferdinand, appartenente all'antica stirpe degli Zeppelin, crebbe con i fratelli Eugenia ed Eberhard nel castello di Girsberg a Emmishofen, in Svizzera, un regalo del padre di Amélie, nel quale Zeppelin visse fino alla sua morte.

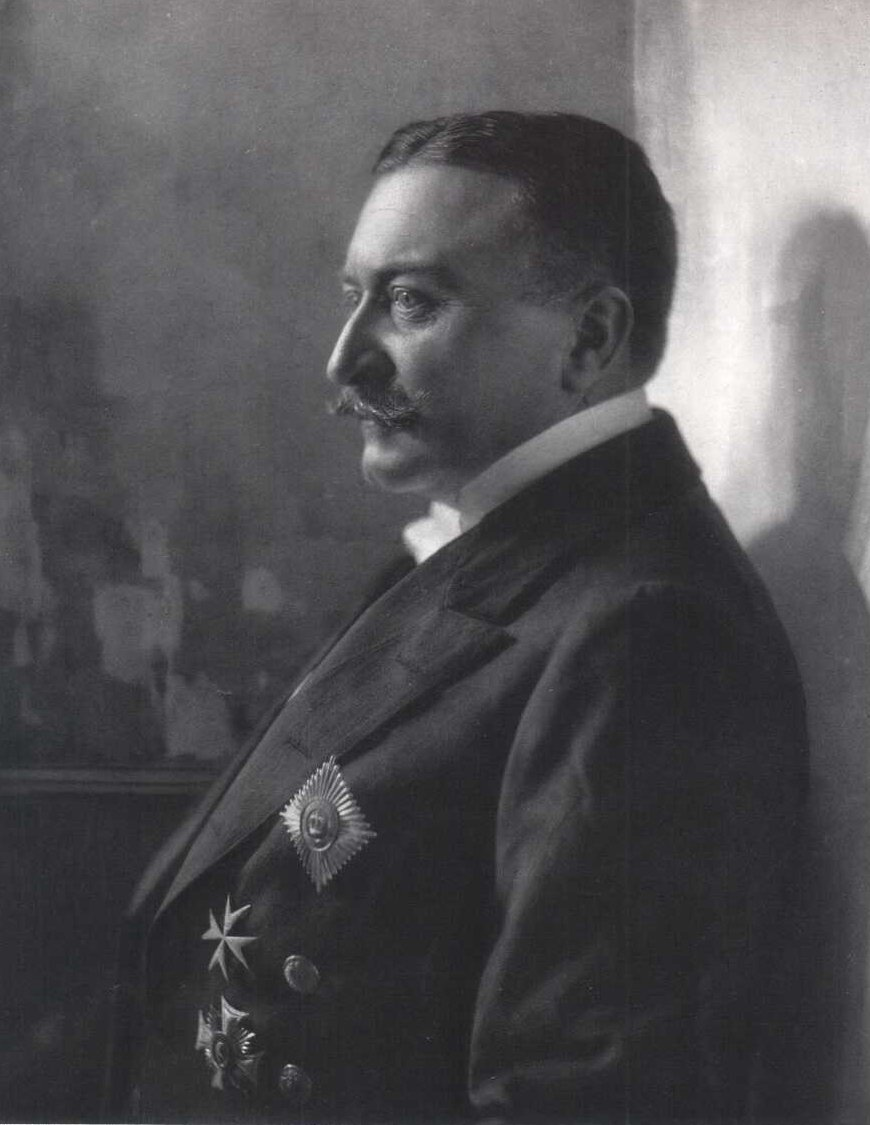
Ferdinand von Zeppelin

Zeppelin frequentò la scuola militare di Ludwigsburg e divenne tenente nel 1858. Nel 1859 fu richiamato alle armi, nel corpo del genio, e partecipò dal 1863 alla guerra civile americana come osservatore. Inoltre partecipò alla guerra austro-prussiana del 1866 e alla guerra franco-prussiana del 1870/71. Dal 1882 al 1885 Zeppelin fu primo comandante del reggimento ulani ad Ulma e, in seguito, inviato a Berlino del Württemberg. Nel 1891 fu congedato in qualità di tenente generale. Nel 1906 fu promosso a generale di cavalleria.

### Discussione sull'invenzione del dirigibile
Ferdinand von Zeppelin era grande amico del console colombiano ad Amburgo Carlos Alban che, nel 1887, aveva presentato al governo colombiano un sistema di palloni aerostatici con involucro in metallo; il brevetto fu richiesto al Ministero dell'Industria. Il generale Rafael Reyes, che era ministro dello Sviluppo, il 9 ottobre del 1888 concesse il brevetto n° 58 con un periodo di validità di venti anni. Secondo questa versione, l'invenzione del dirigibile dovrebbe essere attribuita al colombiano Carlos Alban, che, per amicizia, la cedette a Ferdinand von Zeppelin.

### I dirigibili e lo "Zeppelin"
Dagli anni ottanta del XIX secolo Zeppelin si occupò di risolvere il problema della direzionabilità degli aerostati. Nel 1899 iniziò con la costruzione del primo dirigibile rigido, che utilizzò nel 1900 per tre ascese sul lago di Costanza. I risultati sempre migliori portarono ad un entusiasmo spontaneo nella popolazione, che contribuì in modo decisivo affinché il conte riuscisse a sviluppare la tecnologia dei dirigibili e la sua impresa.
Ferdinand von Zeppelin acquistò anche gli abbozzi dell'inventore austro-ungherese David Schwarz, che morì poco prima dell'ascensione del suo dirigibile.
La realizzazione del secondo Zeppelin fu possibile grazie alle offerte ed alle entrate di una lotteria, ma l'incidente dello Zeppelin LZ 4 ad Echterdingen (città nelle vicinanze di Stoccarda) nel 1908 scatenò un'ondata di disponibilità e lo sviluppo ulteriore dei dirigibili fu assicurato economicamente. Una sottoscrizione rese più di 6 milioni di marchi e Zeppelin riuscì a fondare la società Luftschiffbau Zeppelin GmbH e la fondazione Zeppelin-Stiftung.
Nel 1908 l'amministrazione militare comprò il dirigibile LZ 3, pienamente funzionante, e lo mise in servizio come Z I. Dal 1909 gli Zeppelin furono introdotti anche nell'aviazione civile: fino al 1914 la Deutsche Luftschiffahrts AG (DELAG) trasportò complessivamente quasi 35.000 persone senza incidenti, con più di 1.500 viaggi. Un grande numero di Zeppelin fu costruito durante la prima guerra mondiale. Dapprima i dirigibili furono insostituibili come bombardieri ed esploratori, ma nel corso della guerra furono superati dagli aeroplani, che presero il sopravvento nell'aeronautica militare.

### La morte
Zeppelin morì nel 1917, prima della fine della guerra, e non poté quindi vedere il divieto provvisorio al volo per i suoi dirigibili, conseguenza del Trattato di Versailles del 1919, né la seconda fioritura dei dirigibili con Hugo Eckener, il suo successore. L'avvicinarsi della seconda guerra mondiale e la tragedia dell'Hindenburg il 6 maggio del 1937 a Lakehurst negli Stati Uniti decretarono la fine dei dirigibili rigidi.

## Tributi postumi
Ferdinand von Zeppelin è cittadino onorario delle città di Monaco di Baviera e Stoccarda. La sua tomba si trova a Stoccarda al "cimitero di Praga".
Molti anni dopo la sua morte, nel 1998, grazie all'impulso che i suoi studi sui dirigibili diedero anche all'industria delle automobili, Zeppelin venne inserito nell'Automotive Hall of Fame.
A riconoscimento dei suoi meriti, gli sono state intitolate la montagna Zeppelinfjellet e la baia Zeppelinhmana nelle isole Svalbard.